# Gorka Sándor
Gorka Sándor, teljes nevén: Gorka Sándor Miksa Kristóf (Ungvár, 1878. október 12. – Pécs, 1944. április 10.) biológus, egyetemi tanár, társulati titkár.

## Életútja
Gorka Leó és Nahly Anna gyermeke. Kolozsvárott természet-rajztanári oklevelet szerzett, 1901-ben doktorált zoológiából. 1907. december 19-én Budapesten, a Józsefvárosban házasságot kötött damenfeldi Pittoni Olga Antónia Mária Jozefa Edittel, damenfeldi Pittoni Miksa és nagykállói Kállay Janka gyermekével.
1902-től 1913-ig az állattani tanszék munkatársa, 1913-tól egyetemi magántanár, a zoológia, az összehasonlító bonctan és a gyógyszerészeti állattan tanára, 1914-től 1920-ig az összehasonlító bonctani intézet vezetője. A pécsi Erzsébet Tudományegyetem Biológiai Intézetének első egyetemi tanára, a pécsi orvoskari biológiaoktatás alapítója és meghatározó egyénisége (1923-1944).
Az Allgemeine Entomologische Gesellschaft tagja (1900). A Természettudományi Társulat aktív szervezője, 1906-tól másodtitkára, majd 1914-től 1925-ig elsőtitkára, 1920-tól haláláig örökös titkára. A Természettudományi Közlöny szerkesztője (1906-1925). A Magyar Orvosok és Természetvizsgálók országos választmányának titkára (1912). A Mecsek Egyesületnek 1929-től tagja. A Pannonia (II.) szerkesztője (1941-1943).
A biológiai szakírás kiemelkedő egyénisége, nagyságrendileg 800 szakcikket illetve ismeretterjesztő cikket írt.

## Művei
- Az életről (1900)
- Az állatok társulásáról (1904)
- Az állatfajok származása (1907)
- Anatomiai és élettani adatok a bogarak Malpighi-edényei működésének megítéléséhez (1913)
- A hazai édesvízi kagylók kopoltyújának és ínyvitorlájának szerepe a táplálkozásban (1918)
- Az élet (1940)
- A mai biológia világképe (1942)

## Kitüntetései
- Margó-díj (1918)[1]